# Nikos Belojannis
Nikos Belojannis (řecky Νίκος Μπελογιάννης) (22. prosince 1915 – 30. března 1952) byl řecký komunistický politik. Narodil se ve městě Amaliada na poloostrově Peloponés. Později odešel studovat právo do Athén. Před dokončením byl zatčen a uvězněn a v roce 1941 upadl do německého zajetí, odkud uprchl v roce 1943.
V Maďarsku po něm byla pojmenována vesnice Beloiannisz, kterou v roce 1950 založili řečtí přistěhovalci a dodnes zde žije velká řecká menšina.
V Ústí nad Labem po něm nesl v letech 1952-1990 jméno Most Dr. Edvarda Beneše přes řeku Labe, v Liberci po něm byla do roku 1990 pojmenována dnešní ulice Americká, v Praze na Smíchově v letech 1952-1991 ulice Drtinova.